# John Brotherton
John Brotherton es un actor estadounidense. Brotherton interpretó a Jared Bancos en la telenovela de ABC One Life to Live del 10 de agosto de 2007 hasta el 13 de noviembre de 2009, que aparece en pantalla como una visión el 9 de febrero de 2010. Comenzó a actuar a la edad de 10 años.

## Vida personal
Brotherton se casó con su novia de mucho tiempo, la actriz Alison Raimondi, el 7 de junio de 2008. Tienen dos hijas, Shia Bellatrix, nacida el 25 de septiembre de 2010 y Saylor Calisto, nacida el 3 de marzo de 2012. Brotherton asistió a la Universidad Estatal de Oregón en Corvallis, Oregón, y fue miembro de la fraternidad Kappa Sigma.

## Filmografía
| Año  | Título                      | Papel                   | Notas             |
| ---- | --------------------------- | ----------------------- | ----------------- |
| 2005 | Pervert!                    | Chico de fraternidad    |                   |
| 2006 | Analog Days                 | Mayordomo               |                   |
| 2007 | Smith and Mike on a Tuesday | Smith                   | Cortometraje      |
| 2009 | Surprise, Surprise          | Colin Alexandre         |                   |
| 2010 | Taken by Force              | Billy Crew              |                   |
| 2010 | Gone                        | Mike MacGregor          |                   |
| 2011 | Sawdust City                | Franko                  |                   |
| 2012 | True Love                   | Jack                    |                   |
| 2012 | Pearblossom Hwy             | Jeff Lawler             |                   |
| 2012 | Help for the Holidays       | Dave Gabriel            | Cine y televisión |
| 2013 | The Conjuring               | Brad Hamilton           |                   |
| 2014 | Guardianes de la Galaxia    | Piloto Nova Starblaster |                   |
| 2015 | Furious 7                   | Sheppard                |                   |
| 2016 | Mercancía peligrosa         | Nicholas                |                   |
| 2019 | The Drone                   | Chris                   |                   |

| Año     | Título                                  | Papel             | Notas                                                         |
| ------- | --------------------------------------- | ----------------- | ------------------------------------------------------------- |
| 2006    | The Game                                | Chuck             | Episodio: «Gifted»                                            |
| 2007–10 | One Life to Live                        | Jared Banks       | Papel celebrado: 10 de agosto de 2007- 9 de febrero de 2010   |
| 2010    | Romantically Challenged                 | Leo               | Episodio: «Rebecca's One Night Stand»                         |
| 2010    | Drop Dead Diva                          | Will Casey        | Episodio: «Will & Grayson»                                    |
| 2011    | Friends with Benefits                   | Dr. Matt          | Episodio: «The Benefit of the Mute Button»                    |
| 2011    | Free Agents                             | Andrew            | Episodio: «What I Did for Work»                               |
| 2011    | Dexter                                  | Joe Walker        | Episodio: «Those Kinds of Things»                             |
| 2011    | CSI: Crime Scene Investigation          | Kevin Fetzer      | Episodio: «Crime After Crime»                                 |
| 2012    | Fairly Legal                            | Agente Hughes     | Episodio: «Start Me Up»                                       |
| 2012    | Jane by Design                          | Dakota            | 2 episodios                                                   |
| 2013    | Family Tools                            | Kevin Kirkpatrick | Episodio: «Jack Steps Up»                                     |
| 2013    | Work It                                 | Dave Bowden       | Episodio: «Masquerade Balls»                                  |
| 2014    | Gortimer Gibbon's Life on Normal Street | Duke Whitmore     | Episodio: «Gortimer and the Leaky Dreamcatcher»               |
| 2014    | Partners                                | Jake Garrett      | Episodio: «The Curious Case of Benjamin Butt-Ugly»            |
| 2014    | Stalker                                 | Scott Mason       | Episode: «A Cry for Help»                                     |
| 2015    | 2 Broke Girls                           | Agente Drake      | Episodio: «And the Cupcake Captives»                          |
| 2016    | Fuller House                            | Dr. Matt Harmon   | Temporada uno: Recurrente; Temporada dos-tres: Series Regular |
| 2018    | Modern Family                           | Clay              | Episodio: «Royal Visit»                                       |
| 2019    | Family Reunion                          | Police Officer    | Episodio: «Remember When Our Boys Became Men»                 |
| 2021    | American Horror Stories                 | Steven            | Episodio: «Game Over»                                         |